# Edward Van Daele
Van Daele est un avocat belge né le 30 septembre 1945. Il était président du Royal Mouscron-Peruwelz, club de football de la ville de Mouscron.

## Carrière juridique
Après un doctorat en droit terminé en 1969, Edward Van Daele intègre le barreau de Tournai. De 1982 à 1984, il préside la « Conférence du Jeune Barreau de Tournai », de 1986 à 1988, il devient bâtonnier de l'Ordre des Avocats du Barreau de Tournai. Ensuite, de 1980 à 1999, il devient juge suppléant au tribunal de commerce de Tournai. 
Actuellement, Maitre Van Daele est conseiller suppléant près la Cour d'Appel de Mons. 
Ses domaines d'intervention sont le droit de l'entreprise et des affaires, le droit public et administratif, et le droit du sport.
Il est également cofondateur et membre du conseil de gérance de la société d'avocats GEIE Espace juridique Avocats, société sise à Mouscron et Tournai.

## Le Royal Excelsior Mouscron

### Conseil juridique

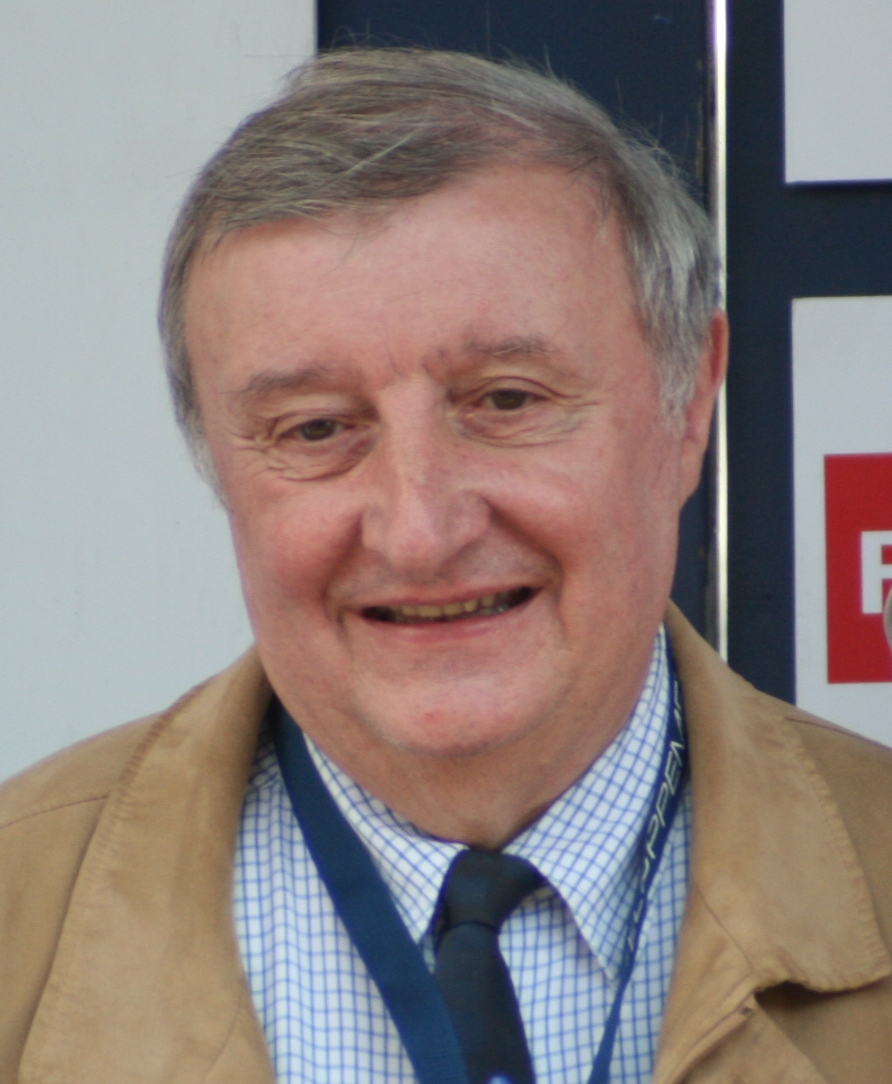
Jean-Pierre Detremmerie, ancien bourgmestre de Mouscron et président de l'Excelsior Mouscron

En 1996, lorsque l'Excelsior Mouscron arrive en  division 1, Maitre Van Daele est l'avocat personnel de Jean-Pierre Detremmerie depuis déjà plus de 20 ans. Detremmerie est, alors, président de l'Excelsior, mais aussi bourgmestre de Mouscron. C'est à cette époque que Van Daele devient conseiller juridique du club hurlu. En tant que tel, il interviendra dans plusieurs dossiers.
La fin de saison 1996-1997 voient le départ des frères Mbo Mpenza et Émile Mpenza vers le Standard de Liège. Le transfert fait couler beaucoup d'encre et les méthodes utilisées par les liégeois sont décriées. Le club de la principauté use d'une faille juridique, et de la loi de 1978 pour débaucher les attaquants sans mettre la main à la poche. Dans ce dossier, afin de défendre le manque à gagner de l'Excelsior, maitre Van Daele propose une voie encore inédite pour régler le différend. Si du point de vue du droit du travail, le transfert est parfaitement en règle, l'avocat de Mouscron pointe le déficit en droits d'images(sponsoring, droits tv,…) de la rupture du contrat. Dès lors, il propose que ce soit ce préjudice qui soit indemnisé.
Quelques mois plus tard, l'Excelsior participe à sa première coupe UEFA. Durant le mois d'août 1997, les hurlus doit accueillir l'Apollon Limassol pour le compte du deuxième tour préliminaire. Mais l'UEFA refuse que le match ne se joue au canonnier, les normes UEFA n'y étant pas respectées. Le club hurlu loue alors pour l'occasion le Stadium Nord à Villeneuve-d'Ascq à quelques kilomètres de l'autre côté de la frontière. Au tour suivant, le tirage au sort met le FC Metz sur la route des mouscronnois. Alors que les dirigeants hurlus s'accordent avec la communauté urbaine de Lille pour la location du Stadium Nord, l'UEFA décide de changer son fusil d 'épaule. Elle interdit à l'Excel de jouer cette rencontre européenne hors du territoire belge, et dans le même temps permet que la rencontre se déroule au Canonnier, à condition que des travaux de mise en conformité soient réalisés. La capacité du stade mouscronnois étant bien inférieure à celle du Stadium Nord, et le coût des travaux, font réaliser une mauvaise opération financière au club belge. Dans ce cadre, Edward Van Daele, en tant qu'avocat de Mouscron, et la communauté urbaine de Lille(qui perd dans l'affaire les frais de location du stade) décident d'attaquer l'UEFA pour entrave à la libre prestation de services et abus de monopole. Une plainte est déposée auprès du commissaire européen à la concurrence Karel Van Miert dans le but de provoquer un dialogue entre les instances européennes et l'UEFA afin de garantir la libre accessibilité aux stades.
Au mois de novembre 2002, le joueur Mbo Mpenza est victime d'une agression caractérisée lors d'un match de coupe de Belgique contre le club d'Overpelt. L'attaquant mouscronnois sort sur un brancard et encourt une longue blessure à la suite du geste inconsidéré de son adversaire Nick Peeters. Face à l'attitude provocante et l'absence de remords du club d'Overpelt et de Nick Peeters, Maitre Van Daele, avocat du club de Mouscron, et Laurent Denis, l'avocat de Mpenza, décide de porter plainte aux tribunaux. L'absence pour blessure du joueur est considérée par les deux avocats comme un préjudice pour le club comme pour le joueur et les avocats entendent bien réclamer des dommages et intérêts. Van Daele et Denis sont à l'époque, précurseurs dans le domaine.

### Présidence

#### Saison 2005-2006

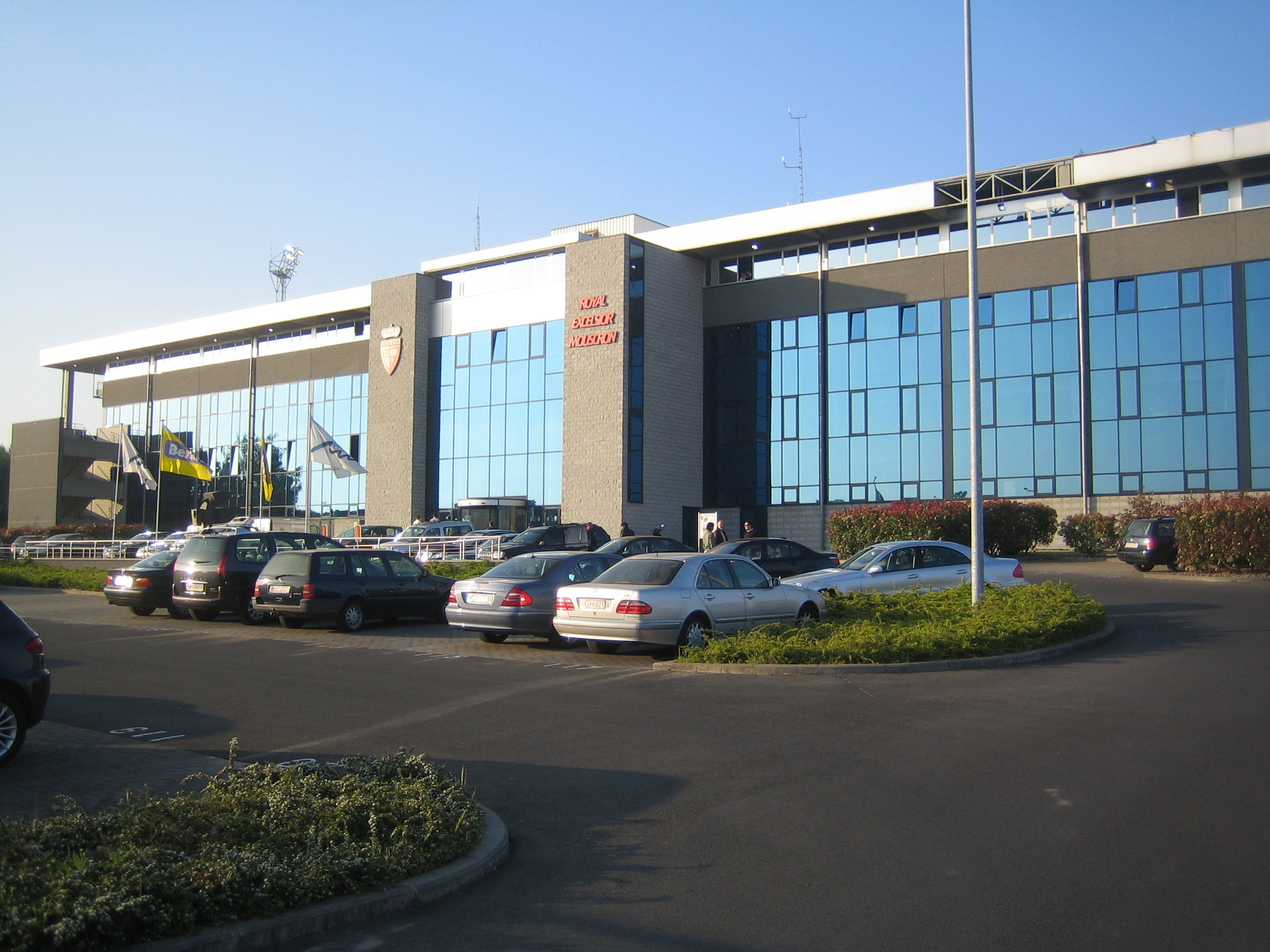
Edward Van Daele devient dirigeant du Royal Excelsior Mouscron en 2005.

Trois années plus tard, en juin 2005, le président Detremmerie annonce sa démission pour raisons de santé. Avant de quitter son poste, il met néanmoins en place sa succession. En l'absence d'un candidat idéal, le pouvoir sera divisé dans les mains de trois personnes : Edward Van Daele sera président et responsable pour la partie juridique, Roland Louf pour le sportif et Francis D'Haese pour le plan financier. Le programme du président Van Daele est simple. Il propose d'une part d'assainir le club financièrement, et dans cette optique le mercato 2005 voit le départ de plusieurs gros salaires comme Marcin Zewlakow vers le FC Metz. D'autre part, le nouveau président est partisan d'un rapprochement avec le LOSC voisin. Des discussions sont lancées avec les dirigeants lillois afin de trouver des synergies financières, dans un premier temps, et éventuellement sportives, via le prêt de joueurs, dans un second temps.
Sur le plan sportif, la saison  2005-2006 des hurlus est délicate. C'est Geert Broeckaert qui est à la tête d'une équipe fortement remaniée durant l'intersaison. Pas moins de 14 nouveaux joueurs ont intégré l'effectif, dont le gardien Patrice Luzi, les défenseurs Kevin Hatchi, David Grondin, Jean-Félix Dorothée et Sébastien Grimaldi, le milieu Karim Fellahi, l'attaquant international slovène Ermin Šiljak et l'attaquant bosniaque Adnan Čustović. Dans ce recrutement on retrouve la patte de Roland Louf, la grande majorité des recrues venant de France, de National ou de Ligue 2. Mais la sauce ne prend pas, et les résultats se font attendre. Dès le mois de septembre, Roland Louf démissionne, arguant ne pas avoir les coudées franches dans le domaine sportif. Il sera remplacé quelques semaines plus tard par l'ancien directeur sportif du LOSC Alain Tirloit. Fin novembre 2005, alors que le club se traîne dans les profondeurs du classement, Broeckaert est écarté au profit de son adjoint Gil Vandenbrouck, le fidèle clubman. Mais il ne s'agit là que d'un intérim, Vandaele et Tirloit rencontrent plusieurs candidats comme Ludovic Batelli, Patrick Rémy ou Daniel Leclercq, mais retiennent finalement Paul Put. Mauvaise pioche! Dès le mois de février Paul Put avoue son implication dans l'affaire Ye, scandale de corruption qui éclabousse le football belge. Le président Van Daele est contraint de le renvoyer, et c'est Vandenbrouck qui terminera la saison sur le banc. Sous sa direction, l'Excelsior parvient à terminer à la 14e place, à 5 points du premier barragiste. Mais surtout, la fin de saison est marquée par le beau parcours en coupe de Belgique qui ne se termine qu'en finale. Au Stade Roi-Baudouin, les mouscronnois s'inclinent face à SV Zulte Waregem, par deux buts à un.
Par contre sur le plan financier, le club est toujours dans l'œil du cyclone, et la fédération belge de football ne lâche pas la pression sur le club frontalier. Van Daele livre une bataille pour l'acquisition de la licence pour la saison 2006-2007. Il finit par l'obtenir en appel auprès de la commission des licences. La dette du club s'élève pourtant à près de 12 millions d'euros, mais des accords visant à commuter les dettes en sponsoring sont trouvés avec l'Intercommunale d'étude et de gestion, les institutions communales et les créanciers privés.

#### Saison 2006-2007
La saison 2006-2007 se prépare et Van Daele cherche à convaincre le directeur technique du KRC Genk, Ariel Jacobs, de prendre les rênes de l'équipe. Mais les problèmes de licence du club le refroidissent, et il choisit finalement de rejoindre le KSC Lokeren. Finalement, Gil Vandenbrouck garde la confiance du président et commence la saison comme T1. Du côté de l'effectif, Van Daele met en place une diminution drastique de la charge salariale, qu'il veut ramener à 3 millions d'euros. Des gros contrats quittent le navire, Zewvlakow et Patrice Noukeu filent vers La Gantoise, Patrice Luzi vers Charleroi, et les prêts de Mustapha Oussalah et Tailson ne sont pas prolongés. Ermin Šiljak, en fin de contrat quitte également les hurlus. Du côté des transferts rentrants, c'est une nouvelle fois le marché français qui est sondé. Les mouscronnois y recrutent les attaquants Bertin Tomou, Alioune Kebe et Demba Ba. Après une pige à la Louvière, Alexandre Teklak rentre au bercail. Pour remplacer Luzi, c'est Mark Volders qui est embauché en Hollande au RBC Roosendaal, tandis que pour compléter l'effectif, les dirigeants plongent dans le réservoir du Futurosport : Romain Haghedooren, Jérémy Huyghebaert et Bastien Chantry intègrent le noyau A.
Fin septembre 2006, Van Daele décide de licencier Alain Tirloit de son poste de directeur sportif, 10 mois seulement après son entrée en fonction. Le président évoque une « erreur de casting » et des problèmes de maîtrise du personnel, mais reconnait que Tirloit a réalisé de bonne chose dans le recrutement. Pour son remplacement, c'est… Roland Louf qui effectue un spectaculaire retour en grâce. Ce retour ne se fera pas sans histoires. En effet, Jean-Pierre Detremmerie, encore président d'honneur du club et bourgmestre, joue de toute son influence pour empêcher le retour de Louf. Detremmerie va même jusqu'à donner sa démission de toutes ses activités au sein du club. Louf est réintégré.
Dans un contexte financier très difficile, une véritable « guerre des chefs » se joue entre les deux hommes. Alors que le club doit trouver 1,2 million d'euros pour le 31 décembre, et que la survie de club est plus en danger que jamais, Detrem' propose un investisseur kazakh prêt engager 5 millions d'euros dans l'Excelsior.  Cette proposition est rejetée en bloc par Van Daele et le CA, ceux-ci craignant de vendre l'âme du club au diable. La bataille est tactique car à la suite des élections, Detremmerie quitte le poste de bourgmestre pour celui de président de l'IEG, le principal pourvoyeur de fonds du REM. Au plan kazakh de Detremmerie, Van Daele répond par une campagne auprès des investisseurs locaux. L'Excel est présenté comme tête de proue d'une région: le Hainaut occidental. Cette entité géographique créée durant les années 60 s'étend de Mouscron et Comines jusqu'à Ath en passant par Leuze-en-Hainaut et Tournai. Van Daele défend alors l'idée que pour persister au plus haut niveau, ces communes se doivent de réunir leurs forces. L'idée que l'Excelsior devienne l'étendard de toute la région a ses partisans comme Stéphane Pauwels, mais aussi de nombreux détracteurs. Mais une autre piste est à nouveau étudiée, des contacts avec les dirigeants du LOSC voisin sont relancés. Malheureusement, les dirigeants lillois mobilisent à cette époque toutes leurs ressources pour l'édification de leur centre d'entraînement du Domaine de Luchin. Le rapprochement entre les deux clubs, dont Van Daele est un grand adepte, est postposé.
Dans les semaines qui suivent, Detremmerie fait jouer son influence et finit par mettre Van Daele en minorité au sein du CA de l'Excelsior. Dix-huit mois après son entrée en fonction, Van Daele présente sa démission le 22 novembre 2006. Durant son mandat, l'Excelsior a maintenu son rang sur le plan son sportif. Mais ces dix-huit mois ont surtout été marqués par un combat pour la survie économique du club, Van Daele peut se vanter d'avoir dans ce domaine fait diminuer la dette du club de moitié: de 12,667 à 6,3 millions.
Francis D'Haese prend le relai à la présidence ad interim. Début mars 2007, c'est finalement Philippe Dufermont qui devient le nouveau président du club hurlu. Ce mouscronnois, établi en Espagne, est actif dans l'immobilier. Mais durant deux saisons, la situation financière du club continue de se dégrader. Début 2009, Benoît Roul, directeur général du club, annonce une dette de 9.2 millions d'euros, dont 4,3 millions à long terme. Les hurlus débutent la saison 2009-2010 dans une situation de crise financière profonde. Dès le 27 octobre, la commission des licences de la fédération belge retire la licence du club. Les dirigeants se réunissent et décident de se pourvoir en appel. Maitre Van Daele, qui reste à l'époque l'avocat du REM,  est opposé à cette décision. Mais le club ne le suit pas, aussi décide-t-il de se retirer de ses dernières fonctions au club.  En quittant l'Excel, Van Daele récupère sa liberté de parole et annonce, sur le plateau de No Télé, que le club est "cliniquement mort". Il annonce également que les solutions envisagées pour sauver l'équipe sont farfelues, et dénonce les faux espoirs donnés aux supporters  En effet, malgré l'argent injecté par Dufermont, et les multiples pistes étudiées pour le sauvetage du club, le club est mis en liquidation judiciaire le 22 décembre 2009. Le club s'éteint après 45 ans d'existence et 13 années de présence en Jupiler League.

## Le Royal Mouscron-Peruwelz

Van Daele participe à la création du Royal Mouscron-Péruwelz

Très vite après la liquidation du club, neuf personnalités mouscronnoises dont, entre autres, Edward Van Daele, Patrick Declercq et l'échevin-député Damien Yzerbyt, œuvrent au renouveau du foot dans la cité des hurlus. Afin d'éviter la création d'un nouveau matricule et le départ en 4e provinciale, soit le plus bas échelon du football belge, un rapprochement est entrepris avec le club de division 3 du RRC Péruwelz. Ce rapprochement va dans le sens d'une idée défendue depuis longtemps par Van Daele : l'émergence d'un grand club wallon-picard. Partant du principe que la zone de chalandise de Mouscron n'est pas suffisante à la survie d'un club de football au plus haut niveau, la fusion des clubs de la région se présente comme la solution.  Un accord est trouvé entre les protagonistes et le Royal Mouscron-Péruwelz est porté sur les fonts baptismaux. Claude Vermeersch, le président du RC Péruwelz prend la présidence du RMP, dont Van Daele est membre du CA. L'accord entre les deux formations implique le déménagement vers le Canonnier et l'utilisation du Futurosport par toutes les équipes du club. 

### Saison 2010-2011
Seulement deux mois après la liquidation de l'Excelsior, en février 2010, Maitre Van Daele défend déjà les intérêts du RRC Péruwelz dans l'affaire Vincent Martin. Le club hennuyer est coupable d'avoir aligner un joueur non qualifié: Vincent Martin. Les documents d'affiliation du joueur n'ayant pas été entièrement et régulièrement complétés, l'ensemble des points pris par Péruwelz lors des matchs auxquels le joueur a pris part sont retirés, soit un total de 24 points. L'avocat plaide l'évidente bonne foi des pensionnaires de la Verte-Chasse, mais quelques mois plus tard, après un appel, suivi d'une évocation au Tribunal Belge d'arbitrage du sport, la sentence est confirmée le 29 juillet 2010. 
À la suite de cette affaire et des 24 points de pénalités qui en découlent, le nouveau club est rétrogradé et se voit dans l'obligation de démarrer au 4e échelon du foot belge : la promotion. On fait confiance à Philippe Saint-Jean pour encadrer l'équipe première. Cette équipe est composée, en partie d'anciens joueurs du RRC Péruwelz comme Cédric Martin-Lorite ou Sébastien Montuelle, et en partie de joueur issus du Futurosport comme Marvin Turcan, Alpha Kane, Lauden Huigelier ou encore Kieran Felix. Le tout est complété par le prolifique attaquant Jérome Mézine  et les expérimentés Olivier Guilmot et Cédric Bétrémieux. La sauce prend très vite, et le RMP fait une excellente saison et gagne son ticket pour la division 3, via le tour final.

### Saison 2011-2012
Dès lors, Edward Van Daele et le comité d'administration, soucieux d'éviter les erreurs du passé, relancent le projet de collaboration avec le LOSC voisin. Les négociations sont concluantes, et les lillois prennent possession de 25 % du portefeuille du club et dans le même temps deux fauteuils dans le CA. Pour les nordistes, l'objectif est clair: leur aide a pour but de faire monter les hurlus en D2, et à terme en D1. Afin d'y faire s'aguerrir en prêt des joueurs encore trop tendres pour leur équipe A, mais qui ne progressent plus dans la trop faible CFA. Grâce à ce soutien financier, Mouscron engage des joueurs d'expérience comme Stijn Meert, Stéphane Pichot, Vincent Provoost. Profitant des difficultés financières du Royal Olympic Club de Charleroi-Marchienne, les hurlus chipent le grand Samuel Dog et l'attaquant malgache Faed Arsène. Et pour ponctuer le mercato, Sébastien Alliotte est recruté chez les rivaux des Géant Athois pour compléter l'attaque.
La saison 2011-2012 est teintée de succès, à l'image de la précédente. Les hurlus survolent la série et accèdent à la division 2, réussissant l'exploit de réaliser deux montées successives. Comme convenu préalablement, l'accession à la D2 est synonyme d'une implication accrue des lillois. Le LOSC devient actionnaire majoritaire et détient 51 % des parts. L'intersaison est fertile en changements, sur le plan sportif comme organisationnel. Au niveau la direction, Edward Van Daele, le grand artisan du rapprochement entre les deux clubs, remplace Claude Vermeersch à la présidence, ce dernier devenant vice-président. François Vitali, responsable du recrutement au LOSC, devient quant à lui le nouveau directeur sportif mouscronnois.

### Saisons 2012-2013
Sur le plan sportif, Philippe Saint-Jean est dans un premier temps maintenu aux manettes, mais avec un staff profondément remanié. Fernando Da Cruz remplace Reynald Debaets comme T2 et Pierrick Mottet remplace Rudy Demeyer en tant qu'entraineur des gardiens. Mais bien vite, les relations entre Philippe Saint-Jean d'un côté et Edward Van Daele  et les actionnaires lillois de l'autre, se détériorent. Les protagonistes ne partagent pas la même vision des choses. Pour sa part Saint-Jean préconise une continuité dans le travail, en tablant sur le staff en place et sur le groupe qu'il a à disposition. Les lillois quant à eux, entendent mener de grandes manœuvres afin d'emmener leur club satellite vers plus de professionnalisme. Fin juin 2012, Saint-Jean est remercié. Dans les jours qui suivent, le président Van Daele annonce la nomination d'Arnaud Dos Santos, au poste d'entraîneur. Ce dernier est lui aussi issu du club nordiste où il occupait les fonctions de recruteur.
Au niveau du noyau, Adnan Custovic ne sera resté que six mois dans la cité des hurlus, son contrat n'est pas prolongé et il signe au RFC Tournai voisin. Le jeune Lauden Hugelier, issu du Futurosport, trouve de l'embauche à l'Eendracht Alost. Par contre, c'est surtout au niveau des arrivées que le mercato est chargé. Le LOSC envoie plusieurs jeunes pousses se faire les dents: le gardien Alexandre Oukidja, le milieu international espoir Arnaud Souquet, et les attaquants John Jaïro Ruiz et Omar Wade. Bon nombre de joueurs évoluant dans les séries inférieures françaises sont recrutés: Anthony Bova, Dimitri Mohamed, Anthony Fori, Yoann Andreu, Kévin Vandendriessche, Jugurtha Domrane, et Seïd Khiter. Seul Jérémy Huyghebaert et Zakaria M'Sila sont recrutés en Belgique, tandis que Andreas Granskov provient, quant à lui, du champion du Danemark, le Football Club Nordsjælland.
Ce mercato bleu-blanc-rouge, combiné au remerciement de Saint-Jean et au changement de staff, provoque la colère des supporters. La décision de déplacer les entraînements de l'équipe première au domaine de Luchin, le centre de préparation du LOSC Lille, est la goutte qui fait déborder le vase. Une frange des supporters mouscronnois décide de boycotter les matchs, d'organiser une série d'actions pour faire entendre leur mécontentement. Les Mouscron Fans, notamment, dénoncent la perte d'identité de leur club, en y voyant un LOSC B géré par un pantin à la solde des nordistes: Van Daele. Dans une interview pour l'émission « Pleine Lucarne » sur No Télé, maître Van Daele minimise le malaise en ciblant « ...quinze à vingt personnes... » dans une affluence moyenne de deux mille supporters. Le président enchaîne en précisant que «...ces supporters et leurs mots déplaisants pour l'équipe, l'entraîneur ou les dirigeants n'ont pas leur place dans le kop..... ».